# David Bright (treinador de futebol)
David Bright (Bechuanalândia, 13 de junho de 1956 – Gaborone, 25 de janeiro de 2021) foi um treinador de futebol e militar botsuanês.

## Carreira
Considerado um dos treinadores de futebol mais famosos de seu país, Bright foi major do Exército de Botswana, sendo conhecido por sua patente militar.
Estreou no futebol aos 35 anos, comandando o Mogoditshane Fighters entre 1992 e 2005. Durante a passagem de Bright, os Brazilians venceram o campeonato nacional 4 vezes(3 delas de forma consecutiva) e a Copa em 3 ocasiões. Em paralelo com seu trabalho no clube, foi também treinador da Seleção Botsuanense 3 vezes, além de ter sido técnico interino em 2006, até a chegada de seu sucessor no cargo, o inglês Colwyn Rowe.
Após deixar o Mogoditshane Fighters, comandou Santos, Bay United, Gaborone United, Sivutsa Stars, FC Cape Town, Black Leopards, Thanda Royal Zulu e Morupule Wanderers, sendo também auxiliar-técnico no Chippa United.
Bright voltou a comandar a Seleção de Botswana em 2017  e após não ter conseguido classificar as Zebras para a Copa das Nações Africanas de 2019, deixou o cargo.

## Morte
Bright faleceu em 25 de janeiro de 2021, após complicações da COVID-19.

## Títulos
Mogoditshane Fighters
- Campeonato Botsuano: 1999, 2000, 2001, 2003
- Copa Botswana: 1999, 2000, 2003